# جيف غراب
جيف غراب (بالإنجليزية: Jeff Grubb)‏ (27 أغسطس 1957، بيتسبرغ في الولايات المتحدة)؛، كاتب وروائي أمريكي.